# 三頭橋
三頭橋（みとうばし）は、東京都西多摩郡奥多摩町川野の小菅川（奥多摩湖）に架かる東京都道206号川野上川乗線（奥多摩周遊道路）の橋長132.3 m（メートル）のニールセンローゼ橋。

## 概要
本橋は日本で初めて採用された、バスケットハンドル型のニールセンローゼ橋である。
- 形式 - 鋼ニールセンローゼ橋
- 橋格 - 1等橋 (TL-20)
- 橋長 - 132.300 m
  - 支間割 - 131.200 m
  - アーチ支間 - 130.000 m
  - アーチライズ - 19.000 m
- 幅員
  - 総幅員 - 10.200 m
  - 有効幅員 - 9.500 m
  - 車道 - 6.500 m
  - 歩道 - 両側1.500 m
- 総鋼重 - 457.800 t
- 床版 - 鉄筋コンクリート
- 施工 - 日本鋼管[注釈 1]
- 架設工法 - ケーブルエレクション斜吊り工法

## 歴史
1968年（昭和43年）3月に着工し、1970年（昭和45年）3月に竣工した。三頭橋を含む奥多摩周遊道路は1973年（昭和48年）4月に開通した。